# Machining for Rwanda’s future

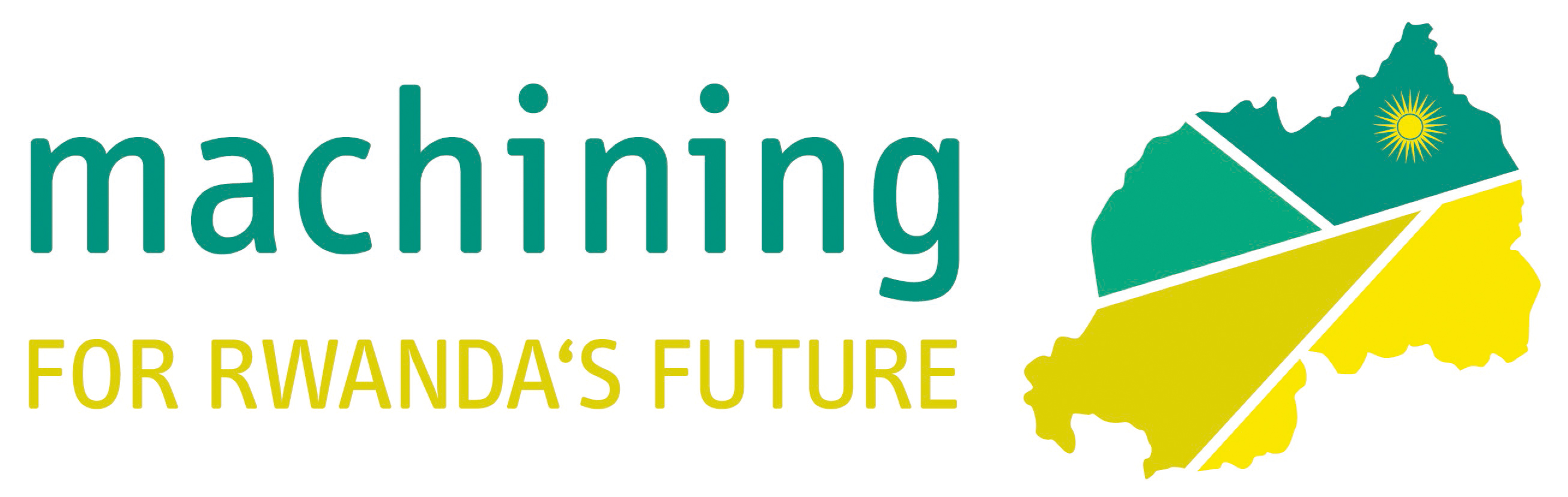
Logo von „Machining for Rwanda’s future“

„Machining for Rwanda’s future“ ist ein Pilotprojekt zur Ausbildung ruandischer junger Menschen in Deutschland. Finanziert und durchgeführt wird dieses Projekt vom Unternehmen rema fertigungstechnik gmbh in Rockenhausen. Am 22. Juni 2015 wurde im Mainzer Wirtschaftsministerium ein Memorandum of Understanding (MoU) zwischen rema und dem ruandischen Bildungsministerium unterzeichnet. 
Das Projekt ist ein Vorreiter für das Engagement mittelständischer Unternehmen und soll durch den Transfer von Know-how einen Beitrag zu effizienter und langfristiger Entwicklungsarbeit leisten. Vom Partnerschaftsverein Rheinland-Pfalz / Ruanda e.V. wird „Machining for Rwanda’s future“ als Leuchtturmprojekt gelistet.

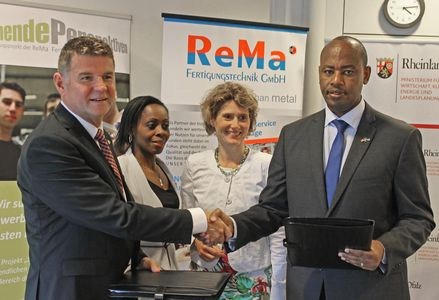
Der ruandische Staatsminister für berufliche Bildung, Albert Nsengyiumva (rechts), und Reiner Rudolphi (links), Geschäftsführer der rema fertigungstechnik gmbh

## Wirtschaftliche Entwicklung in Ruanda
Ruanda ist seit 1982 das Partnerland von Rheinland-Pfalz. Rund 75 % der Einwohner in Ruanda leben von der Landwirtschaft, hauptsächlich bewirtschaften die Einwohner den Boden für den eigenen Bedarf. Lediglich 6,7 % üben einen Beruf in der Industrie aus.
Aufgrund der beschränkten Anbaufläche und der hohen Bevölkerungsdichte spielt für die Zukunft des Landes die Entwicklung des Industrie- und Dienstleistungssektors eine wichtige Rolle. Seit dem Völkermord im Jahre 1994 wurde dafür die Infrastruktur in weiten Teilen wiederhergestellt.
Die Wirtschaftsentwicklung Ruandas, gemessen am erwarteten Anstieg des Bruttoinlandsprodukts 2018 und 2019, ist besser als in anderen subsaharischen Staaten. Treibende Kräfte für die positive Entwicklung sind vor allem die Land- und Bauwirtschaft sowie der Dienstleistungssektor. Das verarbeitende Gewerbe ist in Ruanda verhältnismäßig schwach ausgeprägt – eines der größten Hemmnisse für die erfolgreiche Entwicklung ist der Mangel an industriellen Fachkräften.

## Projektpartner
Rema ist mit 70 Mitarbeitern ein mittelständisches Unternehmen im Bereich der Metallverarbeitung.

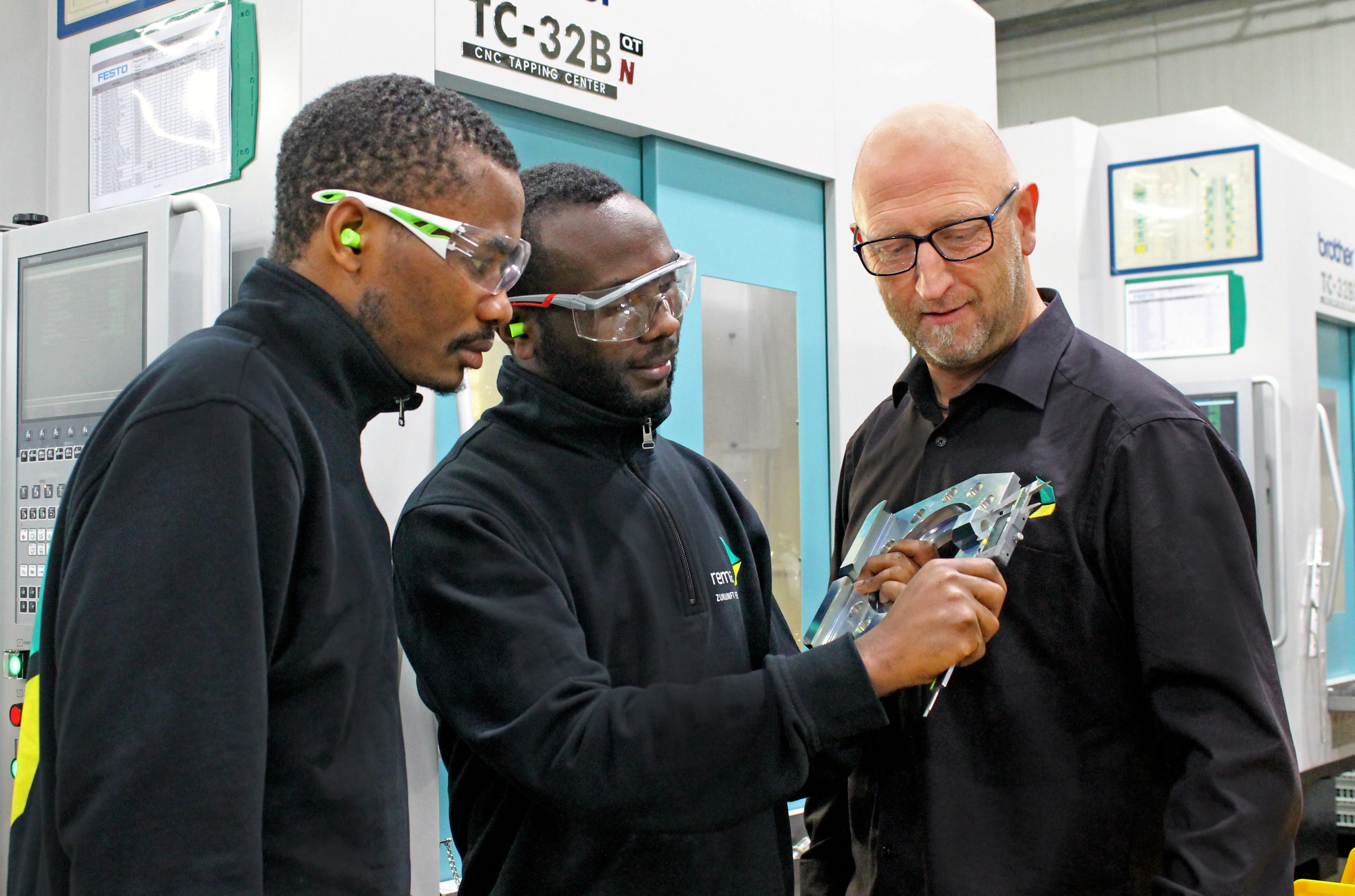
Mathias Uhl (rema fertigungstechnik gmbh) mit zwei Auszubildenden

Im September 2016 starteten die ersten drei jungen Menschen aus Ruanda ihr Ausbildungsprogramm zum/-r  Zerspanungsmechaniker/-in. Die Projektteilnehmer werden durch das Bildungsministerium Ruandas ausgewählt und zählen zu den besten Absolventen des Integrated Polytechnic Regional College (IPRC Huye). Das Unternehmen rema achtet darauf, dass zu einer Gruppe von drei Auszubildenden mindestens eine Frau gehört.

## Projektziel
Mit dieser Ausbildung will das Unternehmen rema in Kooperation mit dem Bildungsministerium Ruandas den weiteren Aufbau einer industriellen Basis in Ruanda unterstützen. 
Die jungen Menschen aus Ruanda erhalten nicht nur technische Fachkenntnisse. Nach einem Deutsch-Intensiv-Sprachkurs in Rockenhausen, verbunden mit Praktika im Betrieb, beginnt ein Jahr später die Ausbildung im deutschen dualen System. Das Ziel des Projektes ist es, den Teilnehmern eine berufliche Zukunft in Ruanda zu ermöglichen. Ein  Bestandteil der Partnerschaft mit Ruanda ist der Aufbau eines Fertigungsbetriebes in der ruandischen Hauptstadt Kigali. Hierfür werden aktuell zusammen mit verschiedenen ruandischen Ministerien die Vorbereitungen getroffen.